# Ohrenschmaus (Literaturpreis)
Ohrenschmaus ist der Name eines 2007 auf Initiative von Franz-Joseph Huainigg gegründeten österreichischen Literaturpreises für Menschen mit intellektuellen Beeinträchtigungen (Literatur von Menschen mit Lernschwierigkeiten). Der Preis wird seither unter dem Ehrenschutz von Felix Mitterer jährlich vergeben. Seit 2008 findet die Preisverleihung im MuseumsQuartier in Wien statt.

## Jury
Unter der Obhut von Felix Mitterer gehör(t)en der Jury u. a. folgende Autoren an:
- Franzobel (seit Juni 2015)
- Nikolaus Glattauer, Kurier-Kolumnist (bis Frühjahr 2015)
- Eva Jancak
- Heinz Janisch
- Ludwig Laher
- Barbara Rett, ORF
- Andrea Stift

## Partner und Sponsoren
Die Organisationen, die den Preis organisieren, sind folgende:
- Caritas Österreich
- Diakonie Österreich
- Jugend am Werk
- Lebenshilfe Österreich
- Vienna People First

Zu den regelmäßigen Sponsoren des Preises zählen u. a.
- Erste Bank Österreich
- Raiffeisen-Bankengruppe in Österreich
- MuseumsQuartier Wien
- baumax
- Zotter Schokolade

## Details
Der Preis wird jeweils im Frühjahr von den beteiligten Organisationen und über österreichische Medien ausgeschrieben. Zu den Teilnehmern gehören Autorinnen und Autoren aus ganz Österreich ebenso wie aus dem benachbarten deutschsprachigen Gebiet. Im Herbst berät die Jury über die Preisvergabe. Diese findet Ende November / Anfang Dezember statt. In den letzten Jahren haben Unterrichtsministerin Claudia Schmied und Wissenschaftsminister Karlheinz Töchterle Preise überreicht.
Initiator Franz-Joseph Huainigg, geboren 1966, ist Autor, Absolvent der Universität Klagenfurt (Germanistik), Rollstuhlfahrer, Benützer eines Beatmungsgeräts und war bis 2017 ÖVP-Abgeordneter im österreichischen Nationalrat.